# Fjälstern
Fjälstern är en sjö i Vimmerby kommun i Småland och ingår i Marströmmens huvudavrinningsområde. Sjön har en area på 0,286 kvadratkilometer och ligger 103,8 meter över havet. Sjön avvattnas av vattendraget Marströmmen (Bodaån).

## Delavrinningsområde
Fjälstern ingår i det delavrinningsområde (638506-151463) som SMHI kallar för Inloppet i Möckeln. Medelhöjden är 116 meter över havet och ytan är 2,97 kvadratkilometer. Räknas de 2 avrinningsområdena uppströms in blir den ackumulerade arean 57,12 kvadratkilometer. Avrinningsområdets utflöde Marströmmen (Bodaån) mynnar i havet. Avrinningsområdet består mestadels av skog (80 procent). Avrinningsområdet har 0,29 kvadratkilometer vattenytor vilket ger det en sjöprocent på 9,8 procent.